# Rochefourchat
Rochefourchat est une commune française située dans le département de la Drôme en région Auvergne-Rhône-Alpes.
Son unique habitante est dénommée la Rochefourchatienne. Jusqu'en 2024, elle fut présentée comme la seule commune de France habitée par une seule personne. Cette dernière occupe la fonction de maire adjointe mais deux habitants, propriétaires de résidence secondaire vont s’installer au village de manière définitive.

## Géographie

### Localisation
Rochefourchat est situé à 4,5 kilomètres de Saint-Nazaire-le-Désert, village le plus proche. Valence est à environ 75 kilomètres au nord-ouest, par la route.

### Relief et géologie
Sites particuliers :
- Col de Bauras (887 m)
- Col des Faurines (949 m)
- Col Jeannin (1 024 m)
- Col Puzaou (1 439 m)
- Combe du Four
- Montagne de Couspeau
- Pas de la Mort
- Serre Calliaud
- Serre de Chavou
- Serre de la Blache
- Serre de la Draye
- Serre Delègue
- Serre de Minuit
- Serre du Coucou
- Serre Musat
- Serre Rouby

#### Géologie
La commune est située sur le flanc oriental de la grande crête anticlinale de Couspeau.

### Hydrographie
La commune est arrosée par les cours d'eau suivants :
- la Coulance (aussi appelée la Courance) ;
- Ravin de Chaune ;
- Ravin des Boutarys ;
- Ruisseau de la Combe.

La commune de Rochefourchat est la seule de la vallée qui ne jouxte pas la Roanne. Au sud, ses eaux rejoignent la rivière à travers la commune de Saint-Nazaire-le-Désert. Au nord, elles alimentent la profonde vallée de son affluent, la Coulance.
La commune est traversée par le ruisseau de Pémya, qui rejoint Saint-Nazaire-le-Désert.
En 1891, un ruisseau nommé Rochefourchat est mentionné. C'est un affluent de la Roanne qui, ayant sa source sur la commune de son nom, traverse celle de Saint-Nazaire-le-Désert et a 4,8 kilomètres de cours. À l'époque, sa largeur moyenne est de dix mètres, sa pente de 560 m, son débit ordinaire de 0,10 m3, extraordinaire de 53 m3

### Climat
Pour des articles plus généraux, voir Climat d'Auvergne-Rhône-Alpes et Climat de la Drôme.
En 2010, le climat de la commune est de type climat méditerranéen altéré, selon une étude du Centre national de la recherche scientifique s'appuyant sur une série de données couvrant la période 1971-2000. En 2020, Météo-France publie une typologie des climats de la France métropolitaine dans laquelle la commune est exposée à un climat de montagne ou de marges de montagne et est dans la région climatique  Alpes du sud, caractérisée par une pluviométrie annuelle de 850 à 1 000 mm, minimale en été.
Pour la période 1971-2000, la température annuelle moyenne est de 11,3 °C, avec une amplitude thermique annuelle de 18 °C. Le cumul annuel moyen de précipitations est de 1 059 mm, avec 8,5 jours de précipitations en janvier et 5,2 jours en juillet. Pour la période 1991-2020, la température moyenne annuelle observée sur la station météorologique de Météo-France la plus proche, « Saint-Nazaire-le-Désert », sur la commune de Saint-Nazaire-le-Désert à 4 km à vol d'oiseau, est de 10,5 °C et le cumul annuel moyen de précipitations est de 1 011,8 mm,. Pour l'avenir, les paramètres climatiques de la commune estimés pour 2050 selon différents scénarios d'émission de gaz à effet de serre sont consultables sur un site dédié publié par Météo-France en novembre 2022.

## Urbanisme

### Typologie
Au 1er janvier 2024, Rochefourchat est catégorisée commune rurale à habitat très dispersé, selon la nouvelle grille communale de densité à 7 niveaux définie par l'Insee en 2022.
Elle est située hors unité urbaine et hors attraction des villes,.

### Occupation des sols
L'occupation des sols de la commune, telle qu'elle ressort de la base de données européenne d’occupation biophysique des sols Corine Land Cover (CLC), est marquée par l'importance des forêts et milieux semi-naturels (96,3 % en 2018), une proportion sensiblement équivalente à celle de 1990 (96,7 %). La répartition détaillée en 2018 est la suivante : forêts (79,1 %), milieux à végétation arbustive et/ou herbacée (17,2 %), zones agricoles hétérogènes (3,7 %). L'évolution de l’occupation des sols de la commune et de ses infrastructures peut être observée sur les différentes représentations cartographiques du territoire : la carte de Cassini (XVIIIe siècle), la carte d'état-major (1820-1866) et les cartes ou photos aériennes de l'IGN pour la période actuelle (1950 à aujourd'hui).

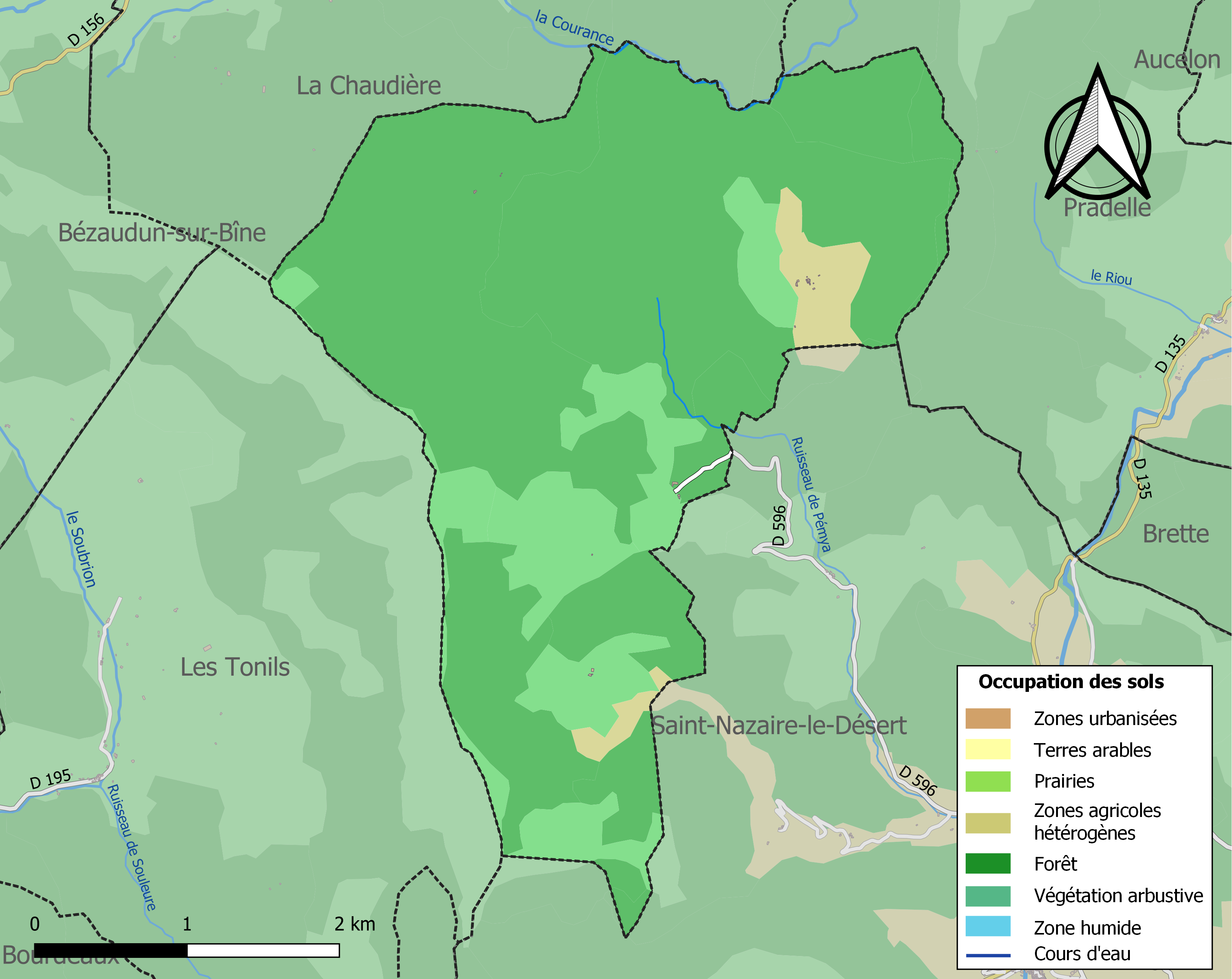
Carte des infrastructures et de l'occupation des sols de la commune en 2018 (CLC).

### Morphologie urbaine
En plus du « village », la commune est composée des deux hameaux : l'Aribat et Gauze.

#### Quartiers, hameaux et lieux-dits
Site Géoportail (carte IGN) :
- Alexis
- Bègue
- Boichou
- Bonnet
- Brachet
- Cabret
- Chapelle de Notre-Dame
- Chaune
- Cloroyer
- Faussard
- Forêt Domaniale de la Roanne
- Gauze
- Jacques Eymieux
- Labrune
- la Grand Plaine
- l'Aribat
- la Tune
- la Violette
- le Devès
- le Moulin
- les Blaches
- les Chapelans
- les Pradaux
- Moury
- Quinze Cannes

### Logement
En 2008, la commune comptait une résidence principale et six résidences secondaires.

### Voies de communication et transports

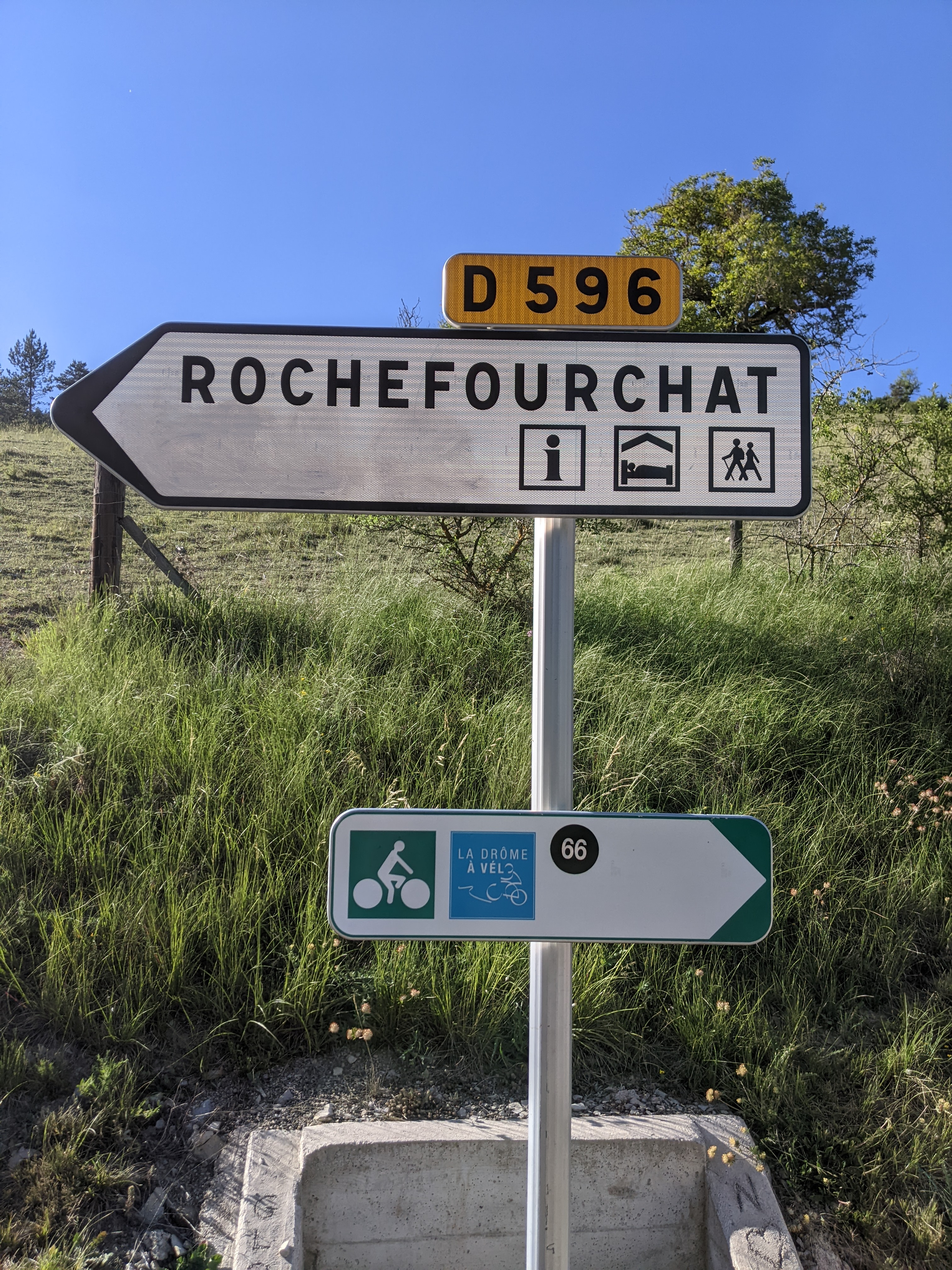
Panneau indiquant la direction de Rochefourchat au nord de Saint-Nazaire-le-Désert.

La commune est desservie par la route départementale D 596.

## Toponymie

### Attestations
- 1178 : Rocha Forcha (cartulaire de Die, 5)[20].
- 1178 : Rocha forcha[21].
- 1178 : mention du mandement : mandamentum de Rocha Forcha (cartulaire de Die)[20].
- 1214 : Rocha Forchau (cartulaire de Die, 9)[20].
- 1214 : Rocha forchaa (DR)[21].
- XIVe siècle : mention de la paroisse : capella Ruppis Forchate (pouillé de Die)[20].
- XIVe siècle : mention du prieuré : prioratus de Ruppis Furcata (cartulaire de Die)[20].
- 1389 : de Rupe Furcata (Long, notaire à Grignan[20] et VTF 510[21]).
- 1449 : mention de la paroisse : cura de Ruppe furcata (pouillé hist.)[20].
- 1516 : mention du prieuré : prioratus Ruppis Fourcatae (rôle de décimes)[20].
- 1619 : Roche Fourcha (rôle de décimes)[20].
- 1628 : mention de la paroisse et de l'église Saint-Pierre : la cure de Saint-Pierre de Rochefourchat (archives de la Drôme, E 2371)[20].
- 1632 : Rochefourchat[21].
- 1891 : Rochefourchat, commune du canton de la Motte-Chalancon[20].

### Étymologie
Il s'agit d'un composé toponymique nord occitan, basés sur les appellatifs ròcha « roche » et forcha(d)a « divisé en deux branches », avec un -t adventice.

## Histoire

### Du Moyen Âge à la Révolution
La seigneurie : Rochefourchat, au point de vue féodal, était une terre (ou seigneurie) qui relevait en fief des évêques de Die. Les Morges la possèdent en 1334. Par la suite, elle passe aux Brottin (milieu du XVe siècle) puis, par mariage, aux Monteynard (1564) et enfin aux Rey de Noinville (1738), derniers seigneurs.
Ce fief dépendait pour deux tiers de la couronne française et pour un tiers du Comtat Venaissin. Cette originalité causait une opposition des hommages prêtés par les seigneurs. La domination était indivise mais les sujets (ou justiciables) de chaque seigneur étaient distincts et divisés en Dauphinois et Comtadins, de sorte que la personnalité décidait de la compétence civile et criminelle. Ces diverses questions furent réglées dans une transaction intervenue en 1630 entre les trois co-seigneurs qui possédaient alors le fief.
Avant 1790, Rochefourchat était une communauté de l'élection de Montélimar, de la subdélégation de Crest et du bailliage de Die. Elle formait une paroisse du diocèse de Die dont l'église, dédiée à saint Pierre, était celle d'un prieuré de l'ordre de Saint-Benoît (filiation de Cruas) dont les dîmes appartenaient au prieur et dont la cure était de la collation de l'évêque diocésain. Le mandement de Rochefourchat avait la même étendue que la commune de ce nom.

### De la Révolution à nos jours
En 1790, la commune est comprise dans le canton de Saint-Nazaire-le-Désert. La réorganisation de l'an VIII (1799-1800) la place dans celui de La Motte-Chalancon.
En 1796, Pierre Jossaud, négociant à Saillans, acheta les domaines de la Grange et de l'Aribat comme biens nationaux.
Lors du coup d'État du 2 décembre 1851, la résistance drômoise fut l'une des plus fermes et des combats importants se déroulèrent à Crest[réf. nécessaire].
Durant la Seconde Guerre mondiale, la Drôme occupée fut placée sous administration italienne du 11 novembre 1942 au 9 septembre 1943 puis sous occupation allemande du 9 septembre 1943 au 31 août 1944.
La décroissance démographique, entamée après 1806, continue jusqu'au XXIe siècle.

## Politique et administration

### Elections municipales
Le maire, Jean-Baptiste de Martigny, est élu en 2008 à 100 % des voix par les huit inscrits sur les listes électorales, sans campagne électorale ni opposition, et réélu depuis. Il est avocat d’affaires à Paris. Sur les huit inscrits, une seule personne vit toute l’année à Rochefourchat.

### Tendances politiques et résultats
Élections présidentielles, résultats des deuxièmes tours :
- Élection présidentielle de 2002 (10 inscrits)[25] : 70,00 % pour Jacques Chirac (RPR), 30,00 % pour Jean-Marie Le Pen (FN), 100,00 % de participation ;
- Élection présidentielle de 2007 (15 inscrits)[26] : 57,14 % pour Nicolas Sarkozy (UMP), 42,86 % pour Ségolène Royal (PS), 93,33 % de participation ;
- Élection présidentielle de 2012 (11 inscrits)[27] : 77,78 % pour Nicolas Sarkozy (UMP), 22,22 % pour François Hollande (PS), 81,82 % de participation.

Le résultat de l'élection présidentielle de 2017 dans cette commune est présenté dans le tableau suivant.
|                                                                           |                                                  | Premier tour 23 avril 2017 | Premier tour 23 avril 2017 | Second tour 7 mai 2017 | Second tour 7 mai 2017 |
|                                                                           |                                                  | Nombre                     | % des inscrits             | Nombre                 | % des inscrits         |
| Inscrits                                                                  | Inscrits                                         | 8                          | - %                        | 8                      | - %                    |
| Abstentions                                                               | Abstentions                                      | 2                          | 25,00 %                    | 1                      | 12,50 %                |
| Votants                                                                   | Votants                                          | 6                          | 75,00 %                    | 7                      | 87,50 %                |
|                                                                           |                                                  |                            | % des votants              |                        | % des votants          |
| Bulletins blancs                                                          | Bulletins blancs                                 | 1                          | 16,67 %                    | 0                      | 0,00 %                 |
| Bulletins nuls                                                            | Bulletins nuls                                   | 0                          | 0,00 %                     | 0                      | 0,00 %                 |
| Suffrages exprimés                                                        | Suffrages exprimés                               | 5                          | 83,33 %                    | 7                      | 87,50 %                |
|                                                                           |                                                  |                            |                            |                        |                        |
| Candidat Parti politique                                                  | Candidat Parti politique                         | Voix                       | % des exprimés             | Voix                   | % des exprimés         |
|                                                                           | Emmanuel Macron En marche !                      | 2                          | 40,00 %                    | 3                      | 42,86 %                |
|                                                                           | Marine Le Pen Front national                     | 2                          | 40,00 %                    | 4                      | 57,14 %                |
|                                                                           | Nicolas Dupont-Aignan Debout la France           | 1                          | 20,00 %                    |                        |                        |
|                                                                           | François Fillon Les Républicains                 | 0                          | 0,00 %                     |                        |                        |
|                                                                           | Jean-Luc Mélenchon La France insoumise           | 0                          | 0,00 %                     |                        |                        |
|                                                                           | Benoît Hamon Parti socialiste                    | 0                          | 0,00 %                     |                        |                        |
|                                                                           | Jean Lassalle Résistons                          | 0                          | 0,00 %                     |                        |                        |
|                                                                           | Philippe Poutou Nouveau Parti anticapitaliste    | 0                          | 0,00 %                     |                        |                        |
|                                                                           | François Asselineau Union Populaire Républicaine | 0                          | 0,00 %                     |                        |                        |
|                                                                           | Nathalie Arthaud Lutte ouvrière                  | 0                          | 0,00 %                     |                        |                        |
|                                                                           | Jacques Cheminade Solidarité et progrès          | 0                          | 0,00 %                     |                        |                        |
| Sources : Site du Ministère de l'Intérieur : Élection présidentielle 2017 |                                                  |                            |                            |                        |                        |

Le résultat de l'élection présidentielle de 2022 dans cette commune est présenté dans le tableau suivant
|                                              |                                               | Premier tour 10 avril 2022 | Premier tour 10 avril 2022 | Second tour 24 avril 2022 | Second tour 24 avril 2022 |
|                                              |                                               | Nombre                     | % des inscrits             | Nombre                    | % des inscrits            |
| Inscrits                                     | Inscrits                                      | 8                          |                            | 8                         |                           |
| Abstentions                                  | Abstentions                                   | 1                          | 12,50 %                    | 1                         | 12,50 %                   |
| Votants                                      | Votants                                       | 7                          | 87,50 %                    | 7                         | 87,50 %                   |
| Bulletins blancs                             | Bulletins blancs                              | 0                          | 0 %                        | 0                         | 0 %                       |
| Bulletins nuls                               | Bulletins nuls                                | 0                          | 0 %                        | 0                         | 0 %                       |
| Suffrages exprimés                           | Suffrages exprimés                            | 7                          | 87,50 %                    | 7                         | 87,50 %                   |
|                                              |                                               |                            |                            |                           |                           |
| Candidat Parti politique                     | Candidat Parti politique                      | Voix                       | % des exprimés             | Voix                      | % des exprimés            |
|                                              | Emmanuel Macron Renaissance                   | 2                          | 40,00 %                    | 3                         | 42,86 %                   |
|                                              | Marine Le Pen Front national                  | 2                          | 40,00 %                    | 4                         | 57,14 %                   |
|                                              | Valérie Pécresse Les Républicains             | 1                          | 20,00 %                    |                           |                           |
|                                              | Nathalie Arthaud Lutte ouvrière               | 0                          | 0,00 %                     |                           |                           |
|                                              | Fabien Roussel Parti communiste français      | 0                          | 0,00 %                     |                           |                           |
|                                              | Jean Lassalle Résistons                       | 0                          | 0,00 %                     |                           |                           |
|                                              | Éric Zemmour Reconquête!                      | 0                          | 0,00 %                     |                           |                           |
|                                              | Jean-Luc Mélenchon La France insoumise        | 0                          | 0,00 %                     |                           |                           |
|                                              | Anne Hidalgo Parti socialiste                 | 0                          | 0,00 %                     |                           |                           |
|                                              | Yannick Jadot Les Écologistes                 | 0                          | 0,00 %                     |                           |                           |
|                                              | Philippe Poutou Nouveau Parti anticapitaliste | 0                          | 0,00 %                     |                           |                           |
|                                              | Nicolas Dupont-Aignan Debout la France        | 0                          | 0,00 %                     |                           |                           |
| Sources : Site du Ministère de l'Intérieur : |                                               |                            |                            |                           |                           |

Élections législatives, résultats des deuxièmes tours :
- Élections législatives de 2002 (10 inscrits)[30] : 60,00 % pour Michel Grégoire (PS), 40,00 % pour Hervé Mariton (UMP), 100,00 % de participation ;
- Élections législatives de 2007 (15 inscrits)[31] : 50,00 % pour Michel Grégoire (PS), 50,00 % pour Hervé Mariton (UMP), 93,33 % de participation.
- Élections législatives de 2012 : 77,78 % pour Hervé Mariton (UMP), 22,22 % pour  Hervé Rasclard (PS), 90 % de participation[32].
- Élections législatives de 2017 : 25,00 % pour Paul Bérard (LR), 25,00 % pour Célia de Lavergne (REM), 80 % de participation[33]
- Élections législatives de 2022 : 100 % pour Célia de Lavergne (LREM), 0,00 % pour Marie Pochon (EÉLV/LÉ), 87,50 % de participation[34],[Note 1].
- Élections législatives de 2024 : 80,00 % pour  Adhémar Autrand (LR-RN), 20,00 % Marie Pochon (EÉLV/LÉ-NFP), 87,50 % de participation[Note 2],[35].

Élections régionales, résultats des deuxièmes tours :
- Élections régionales de 2004 (10 inscrits)[36] : 66,67 % pour Jean-Jack Queyranne (PS), 33,33 % pour Anne-Marie Comparini (UMP), 00,00 % pour Bruno Gollnisch (FN), 90,00 % de participation ;
- Élections régionales de 2010 (14 inscrits)[37] : 40,00 % pour Françoise Grossetête (UMP), 40,00 % pour Jean-Jack Queyranne (PS), 20,00 % pour Bruno Gollnisch (FN), 71,43 % de participation.

### Liste des maires

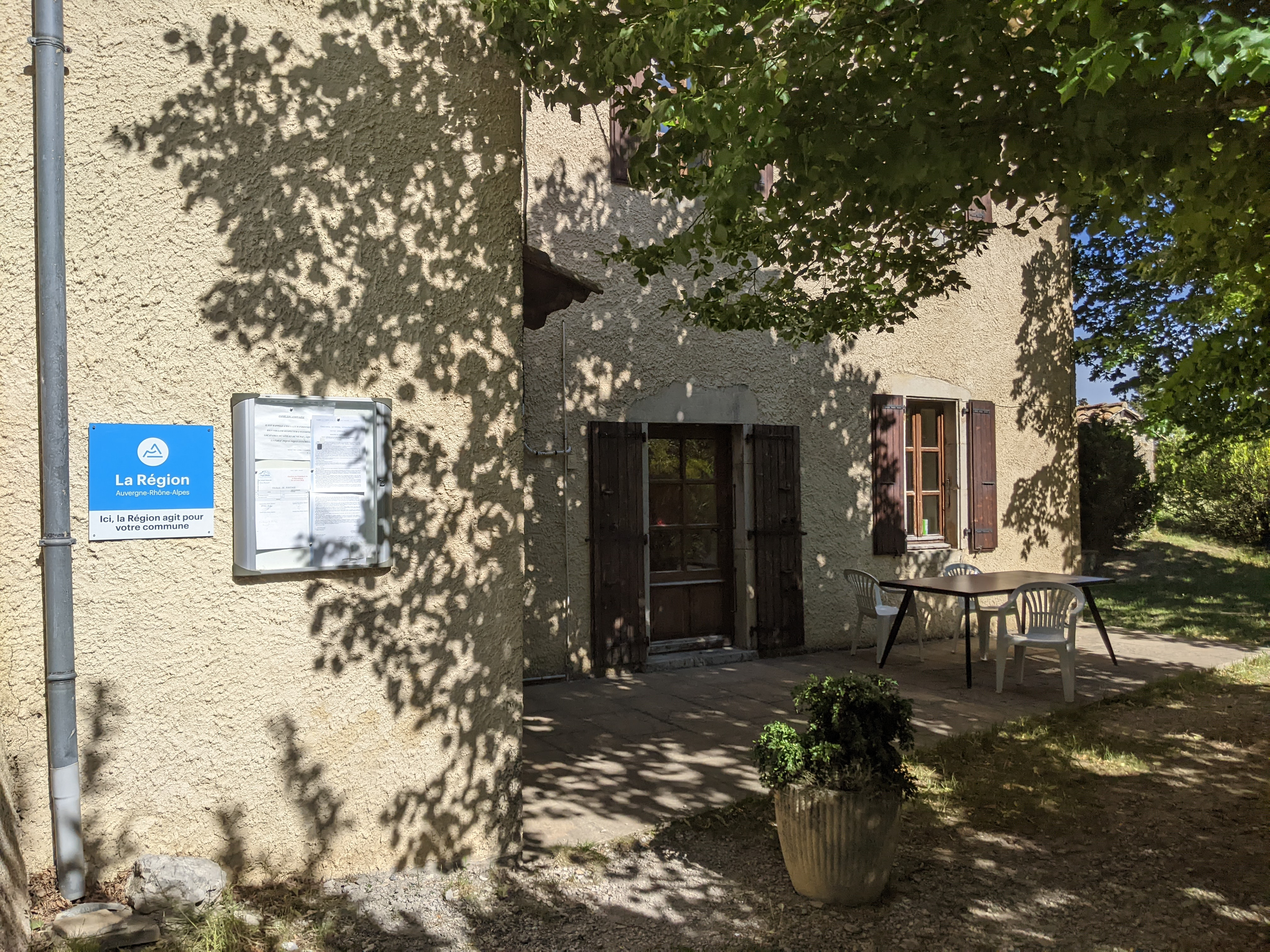
Bâtiment de la mairie, également utilisé comme gîte.

| Période | Période                    | Identité                            | Étiquette        | Qualité |
| ------- | -------------------------- | ----------------------------------- | ---------------- | ------- |
|         |                            | Antoine Servand                     |                  |         |
| 1839    | 1849                       | Joseph Barnier                      |                  |         |
| 1849    | 1871                       | Pierre Gaudin                       |                  |         |
| 1871    | 1876                       | Pierre Planel                       |                  |         |
| 1876    | 1888                       | Cyprien Roux                        |                  |         |
| 1888    | 1896                       | Joseph Brun                         |                  |         |
| 1896    | 1919                       | Eugène Gaudin                       |                  |         |
| 1919    | 1925                       | Jean Bompard                        |                  |         |
| 1925    | 1929                       | ?                                   |                  |         |
| 1929    | 1935                       | ?                                   |                  |         |
| 1935    | 1945                       | ?                                   |                  |         |
| 1945    | 1947                       | ?                                   |                  |         |
| 1947    | 1953                       | ?                                   |                  |         |
| 1953    | 1959                       | ?                                   |                  |         |
| 1959    | 1965                       | ?                                   |                  |         |
| 1965    | 1971                       | ?                                   |                  |         |
| 1971    | 1977                       | ?                                   |                  |         |
| 1977    | 1983                       | ?                                   |                  |         |
| 1983    | 2008                       | Jeanne Isoard                       | DVG              |         |
| 2008    | réélu en 2014 puis en 2020 | Jean-Baptiste Le Moyne de Martigny, | (sans étiquette) | avocat  |

### Rattachements administratifs et électoraux
La commune fait partie de la communauté de communes du Diois.

#### Instances judiciaires
Rochefourchat relève du tribunal judiciaire de Valence, de la cour d'appel de Grenoble, du tribunal pour enfants de Valence, du conseil de prud'hommes de Valence, du tribunal de commerce de Romans-sur-Isère, du tribunal administratif de Grenoble et de la cour administrative d'appel de Lyon.

### Finances locales
En 2010, le budget de la commune était de 18 704 €, avec un résultat comptable de 5 172 €, résultat qui a été quasiment toujours positif durant les dix dernières années.

### Jumelages
Le maire refuse tout jumelage afin de protéger l'authenticité de cette commune exceptionnelle.

## Population et société

### Démographie
Rochefourchat est connue pour être la commune de France la moins peuplée (à l'exception de neuf communes « villages morts pour la France » dépourvues d'habitants).
| 1793 | 1800 | 1806 | 1821 | 1831 | 1836 | 1841 | 1846 | 1851 |
| ---- | ---- | ---- | ---- | ---- | ---- | ---- | ---- | ---- |
| 220  | 178  | 221  | 180  | 159  | 196  | 187  | 179  | 145  |

| 1856 | 1861 | 1866 | 1872 | 1876 | 1881 | 1886 | 1891 | 1896 |
| ---- | ---- | ---- | ---- | ---- | ---- | ---- | ---- | ---- |
| 159  | 149  | 170  | 150  | 151  | 128  | 125  | 112  | 92   |

| 1901 | 1906 | 1911 | 1921 | 1926 | 1931 | 1936 | 1946 | 1954 |
| ---- | ---- | ---- | ---- | ---- | ---- | ---- | ---- | ---- |
| 89   | 94   | 64   | 52   | 40   | 38   | 36   | 31   | 22   |

| 1962 | 1968 | 1975 | 1982 | 1990 | 1999 | 2006 | 2008 | 2013 |
| ---- | ---- | ---- | ---- | ---- | ---- | ---- | ---- | ---- |
| 14   | 6    | 2    | 3    | 2    | 1    | 1    | 1    | 1    |

| 2018 | 2022 | - | - | - | - | - | - | - |
| ---- | ---- | - | - | - | - | - | - | - |
| 1    | 2    | - | - | - | - | - | - | - |

### Enseignement
La commune dépend de l'académie de Grenoble.
Compte tenu de la carte scolaire de cette académie pour la rentrée 2011-2012, l'école primaire la plus proche est située à Saint-Nazaire-le-Désert.

### Loisirs

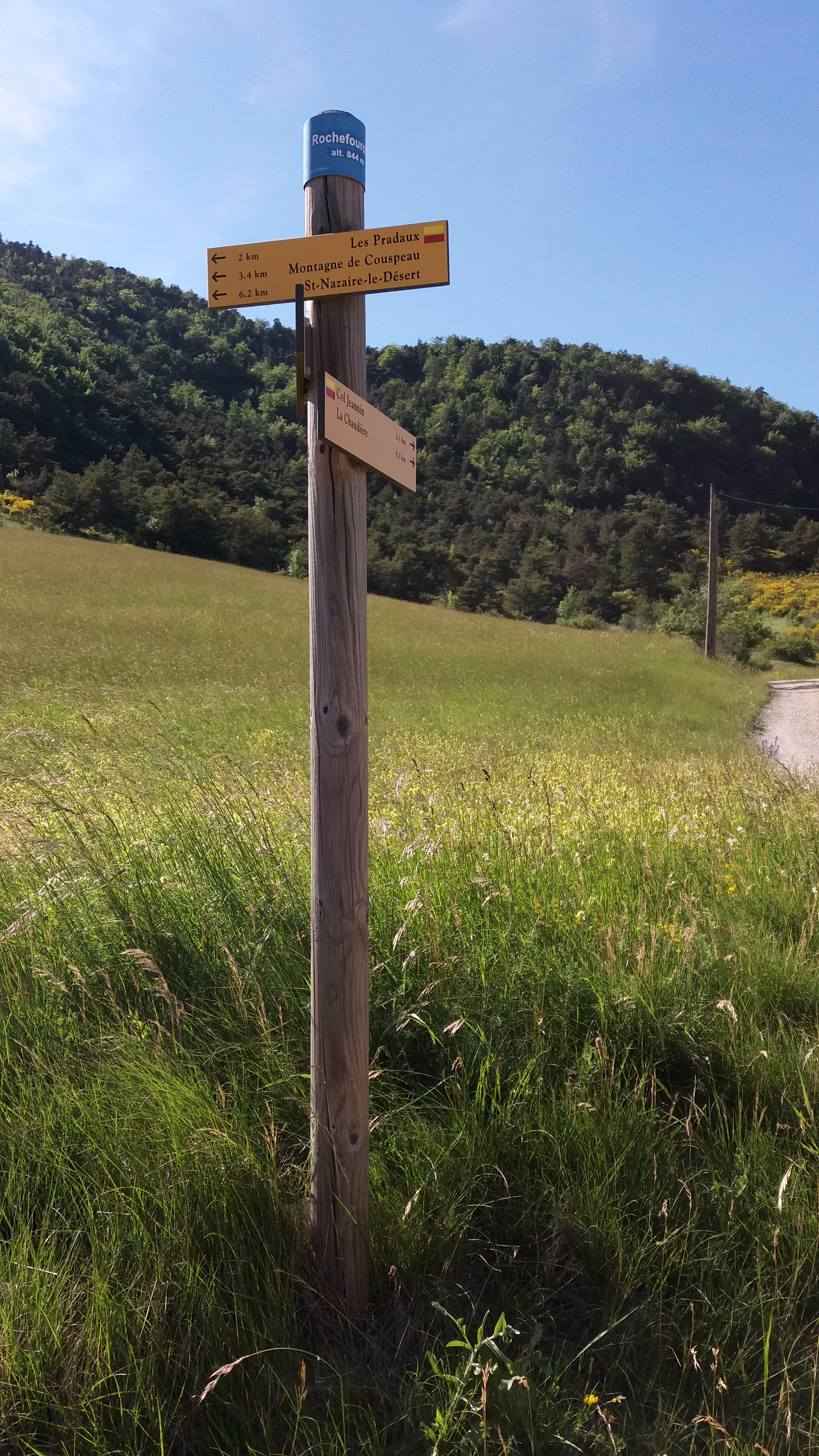
Panneaux directionnels de randonnée.

- Randonnées[49] : GRP Tour de la Vallée de la Roanne[4] :

### Médias
Le territoire de la commune se situe dans l'aire de diffusion de plusieurs médias :
- Presse écrite
  - Le Dauphiné libéré, quotidien régional qui consacre, chaque jour, y compris le dimanche, dans son édition de « La vallée de la Drôme » un ou plusieurs articles à l'actualité du canton et de la commune, ainsi que des informations sur les éventuelles manifestations locales, les travaux routiers, et autres événements divers à caractère local.
  - L'Agriculture Drômoise, journal d'informations agricoles et rurales, couvre l'ensemble du département de la Drôme.
  - Drôme Hebdo (ancien Peuple Libre), hebdomadaire chrétien d'informations.
  - Journal du Diois et de la Drôme.
- Presse audio-visuelle
  - France Bleu est une radio publique diffusée sur son territoire.

### Cultes
Il existe une petite église désaffectée dédié à saint Pierre, il y a aussi une chapelle.

## Économie

### Agriculture
En 1992 : bois, pâturages (ovins).

## Culture locale et patrimoine

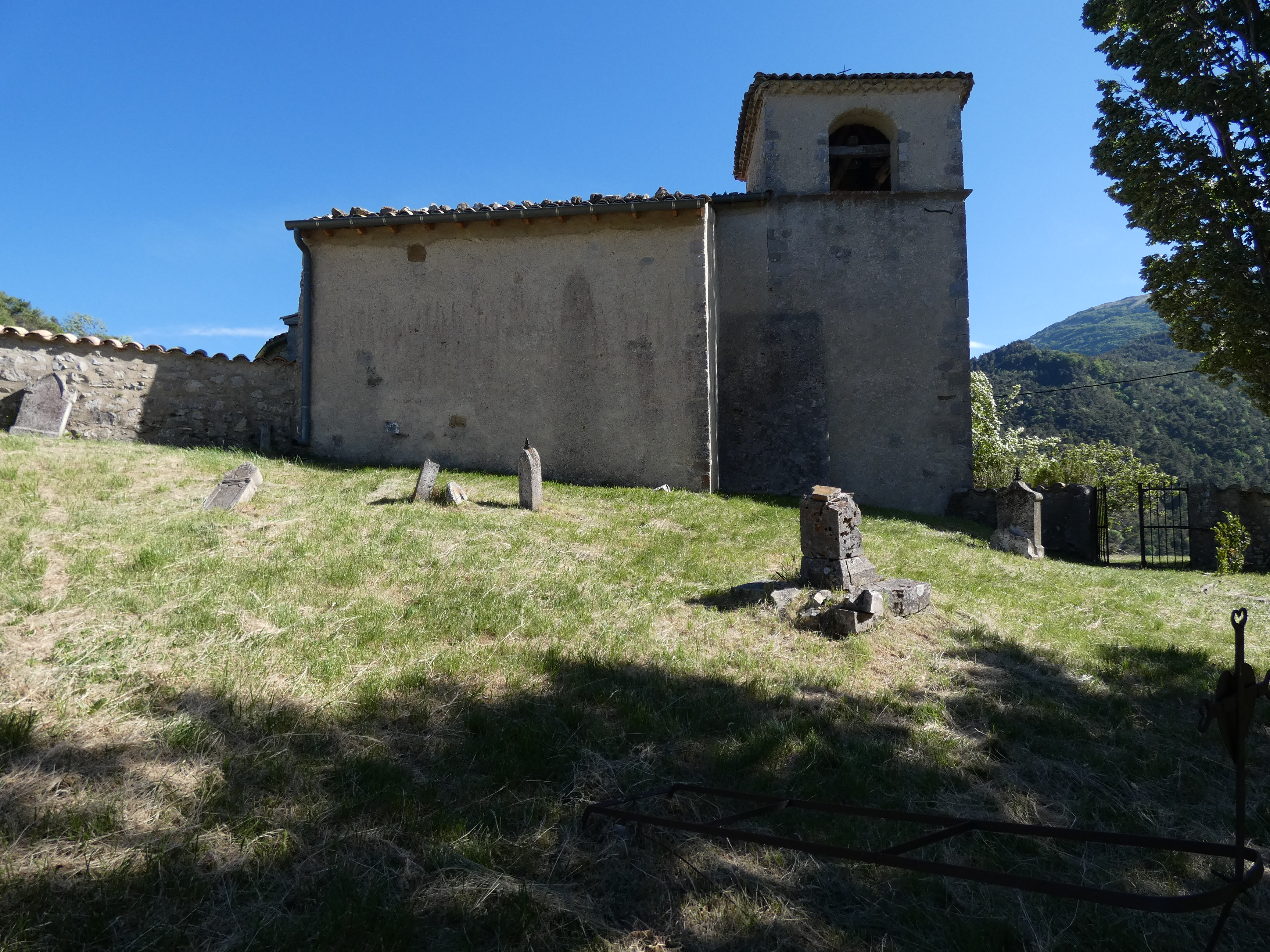
Église Saint-Pierre.

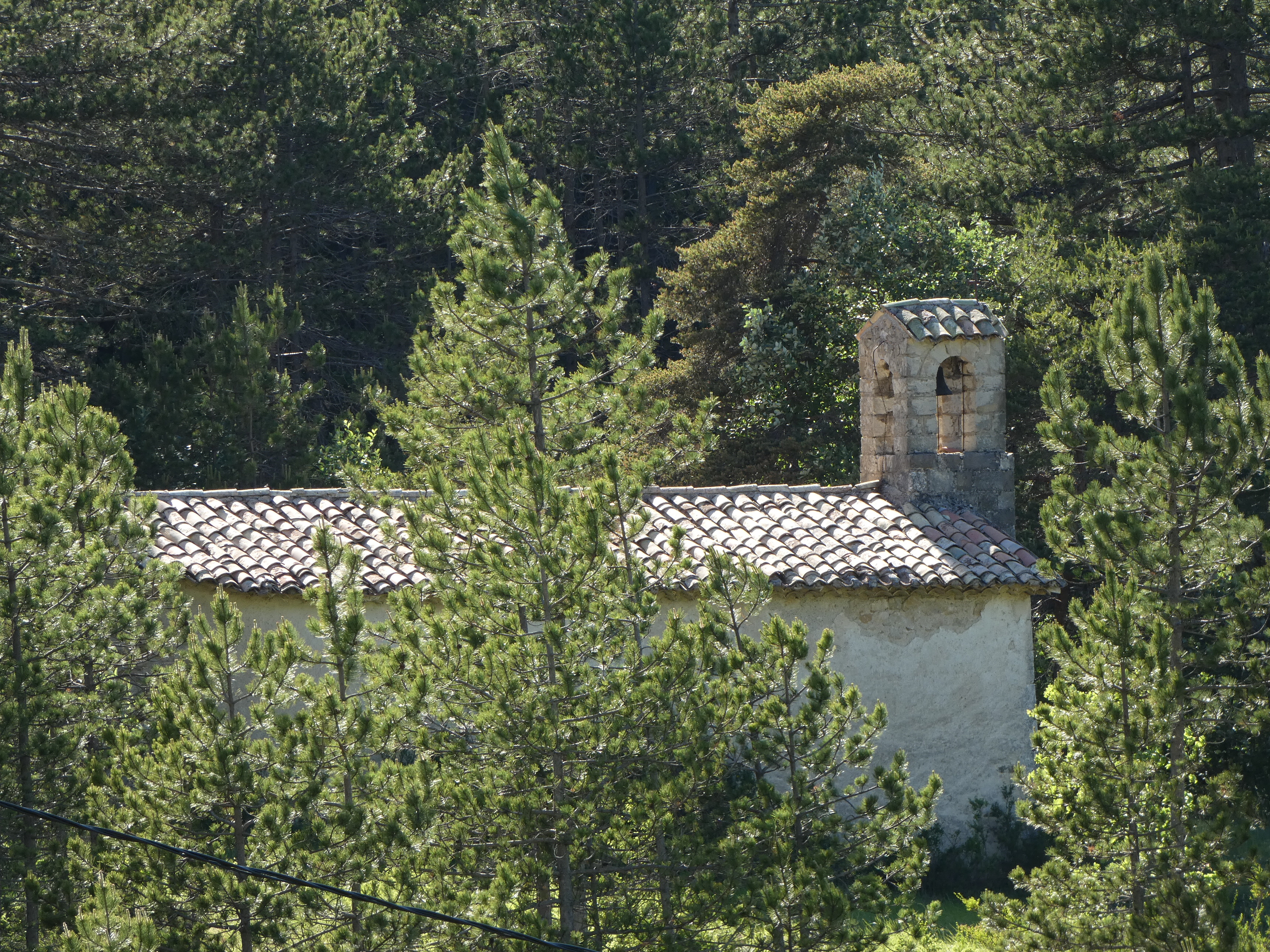
Chapelle Notre-Dame de l’Aribat.

### Lieux et monuments
- Ruines d'un château au lieu-dit les Châteaux dont il ne reste que quelques traces de voûtes effondrées et de rochers taillés[réf. souhaitée].
- Maisons anciennes[49].
- Église rustique (désaffectée)[49] dédiée à saint Pierre : clocher carré, porche de 1880, autel en bois décoré de cœurs, cloches datées de 1807 et 1838 ; le petit cimetière attenant renferme la tombe de Madeleine Farnier, ancêtre de Marcel Pagnol qui descendait de Marguerite Mège de Rochefourchat, mariée en 1634 avec Marius Marchand de Saint-Nazaire[5].
- Chapelle Notre-Dame[49], dite des-Sept-Douleurs, au hameau de l'Aribat : elle aurait été construite à la suite du vœu d'un berger pris dans la tourmente. Cette église est accessible via le chemin d'accès à l'Aribat, en passant par un pont, doté d'une voûte de huit mètres. C'était autrefois un lieu de pèlerinage le dernier dimanche de mai : l'évêque de Valence y vint en 1940 ; cette église contient un clocheton-porche en pierres de taille réalisé en 1898, et de belles peintures dans l'abside[5].

### Patrimoine culturel

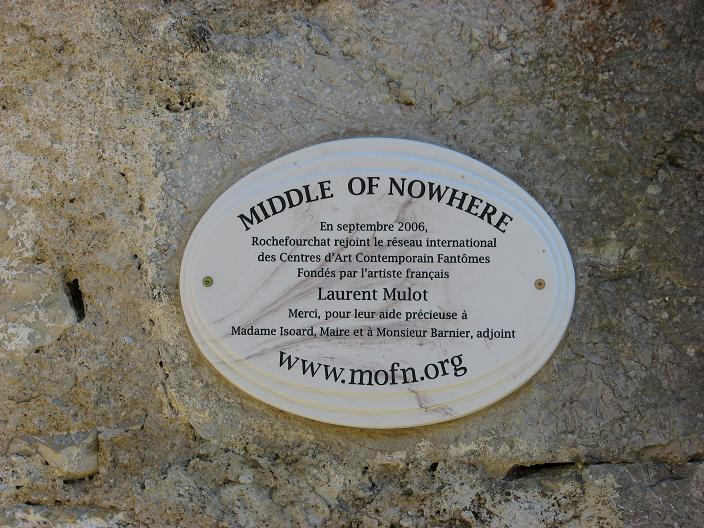
Plaque Middle of Nowhere symbolisant le rattachement de Rochefourchat au réseau international des centres d'art contemporain fantômes fondés par l'artiste français Laurent Mulot.

#### Rochefourchat et la chanson populaire
La Fanfaro de Rotchofourchat (La fanfare de Rochefourchat) est une chanson populaire écrite en 1900 par Émile Maillefaud, agent-voyer cantonal de la Motte-Chalancon. Elle vante, sur un mode ironique, les mérites de sa fanfare qui aurait « remporté le premier prix de France ».
Selon la tradition locale, cette fanfare n'aurait eu qu'une existence formelle : les hommes du village, équipés de leurs instruments respectifs, se retrouvaient pour « répéter ». Ils ne progressaient guère car leurs répétitions consistaient à se retrouver pour « boire des canons » loin de leurs épouses. Le subterfuge fut un jour éventé et fit bien rire : « C'est une joyeuse troupe qui ne compte pas moins de « quatre-vingt-quatre pistons » et des musiciens qui, ayant gagné chacun un cochon de quatre quintaux à Combovin, font le tour du village, l’animal sous le bras, en jouant un pas redoublé ! ».
Les paroles en version d'origine (occitan - graphie patoisante) et la traduction en français[réf. nécessaire] :
| Refrain La fanfaro de Rotchofourchat A rempourta lou prumier prix dé Franche Leï soun lestes coumo dé tchats A la fanfaro de Rotchefourchat. Couplet 1 La fanfaro sé coumposavo Dé quatré vinn quatré pistouns Et quanto lou pistoun dounavo Infouncavo Lou barytoun. Couplet 2 Fayo oyir la coutrébasse Quand dounavo dinn lou fourbi Fajio uno tello grimacho Qué encrenillavo lou arpions Couplet 3 A Coumbovi coucouriguéroun Rempourtèrouns leu prumier prix A chasqué mujicien dounérouns Quatré ou chinn pairès de perdrix Couplet 4 Coumo lour mairè règalavo Dévalérouns tous chou soun pourtau A chascu dé zélou bélèrouns Un caïou dè quatré quinntaou Couplet 5 Quo lou douné un téou couradgé Un Béou caïou chou lou bras Fagguérouns lou tour dauou villadgé In jouguin un pas redoubla. | Refrain La fanfare de Rochefourchat A remporté le premier prix de France : Ils sont lestes comme des chats A la fanfare de Rochefourchat. Couplet 1 La fanfare se composait De quatre-vingt-quatre pistons, Et quand le piston donnait, Il enfonçait le baryton. Couplet 2 Il fallait entendre la contrebasse Quand il donnait dans l’instrument, Il faisait une telle grimace Qu’il en fronçait les sourcils. Couplet 3 À Combovin ils concoururent, Ils remportèrent le premier prix. À chaque musicien, on donna Quatre ou cinq paires de perdrix. Couplet 4 : Comme le maire régalait, Ils allèrent tous à son portail. À chaque musicien, il offrit Un cochon de quatre-cents kilos. Couplet 5 Cela leur donna un tel courage, Un beau cochon sous le bras, Qu’ils firent le tour du village En jouant d'un pas redoublé. |